# Hospital (Costa Rica)
Hospital è un distretto della Costa Rica facente parte del Cantone di San José, nella provincia omonima.
Hospital comprende 16 rioni (barrios):
- Almendrares
- Angeles
- Barrio Cuba
- Bolívar
- Carit
- Corazón de Jesús
- Cristo Rey
- Dolorosa
- Merced
- Pacífico
- Pinos
- Salubridad
- San Bosco
- San Francisco
- Santa Lucia
- Silos

Il distretto fa parte dell'area urbana della capitale San José ed ospita alcuni importanti ospedali, Hospital San Juan de Dios e Hospital Nacional de Niños, la sede principale della Municipalità di San José, la sede del Banco de Costa Rica e alcuni uffici governativi, tra cui la Junta de Protección Social..